# Charles César de Fay de La Tour-Maubourg
Charles César de Fay de La Tour-Maubourg (Marie-Charles-César de Faÿ, comte de la Tour-Maubourg;11. února 1757, Drôme – 28. dubna 1831, Paříž) byl francouzský voják a politik za Velké francouzské revoluce a prvního císařství. Narodil se jako syn Clauda Florimonda de Faÿ (1712–1790) a Marie Françoise Vacheron Bermontové.

## Monarchie
Za monarchie byl Charles v roce 1789 plukovníkem regimentu ze Soissons.

## Revoluce
Generálními stavy byl v roce 1789 jmenován šlechticem Le Puy-en-Velay. Tento přítel Gilberta du Motier, markýze de La Fayette, byl jedním z prvních šlechticů, kteří se zapojili do Třetích stavů. Reprezentoval francouzský department Nord a Pas-de-Calais.
S Antoinem Barnavem a Jeromem Pétionem byl obviněn z návratu královské rodiny po jejím útěku do Varennes v červnu 1791. Tento jeho způsob úcty Marie Antoinetta nechápala. Madame de Tourzel však ve svých pamětech vypovídá o jeho pokloně, kterou vzdal královské rodině.
Charles byl od roku 1791 do února 1792 plukovníkem třetího regimentu de chasseurs à cheval. Po rozchodu s Národním shromážděním doprovázel s armádou v roce 1792 markýze de La Fayette a 10. srpna 1792 s ním emigroval. S La Fayettem byl v belgickém Rochefortu zajat a uvězněn Rakušany, po uzavření míru z Campo-Formio (18. října 1797) byl propuštěn a žil v exilu v Hamburku.

## Za konzulátu a prvního císařství
Cahrles de Fay se v roce 1798 vrátil do Francie a stal se členem Corps législatif (pod Direktoriem), poté se stal za prvního císařství v roce 1804 členem senátu. V roce 1808 se stal guvernérem Cherbourgu, jemuž pomohl stát se hlavním přístavem. Během Sta dní byl do roku 1819 vyloučen z pairů Francie. Zaujatý správou svého dědictví, účastnil se financování průmyslových aktivit Pierra Samuela du Pont de Nemours, potomka americké rodiny obchodníků.

## Po restauraci
V roce 1814 byl za restaurace Bourbonů jmenován vládním komisařem určitých departmentů západní Francie. Byl znovu dosazen do senátu a stal se rytířem řádu svatého Ludvíka.
Charles César de Fay de La Tour-Maubourg se oženil s Henriette de Tenella Pinaultovou, dědičkou člena parlamentu z Douai. Měli spolu několik potomků. Charles zemřel na jaře 1831.

## Příbuzní

### Bratři
Jeden z jeho bratrů, Marie Victor de Fay, markýz de La Tour-Maubourg, byl velitelem jezdectva, zúčastnil se tažení do Ruska a byl raněn v bitvě u Lipska.
Jeho další bratr, Juste-Charles de la Tour-Maubourg, se oženil s Anastázií, dcerou La Fayetta. Měli spolu tři dcery. Druhá z nich, Jenny, se provdala za Ettora Perrona di San Martino, politika piemontského království. Mezi jejich potomky patří královna Paola Belgická.

### Potomci
Charles César, hrabě de La Tour-Maubourg, měl se svou manželkou, dcerou Charlese Pinaulta de Thénelles, šest dětí:
- Just Pons Florimond, markýz de La Tour-Maubourg (1781 – 1837); 11. října 1815 se s Caroline de La Perron de Saint Martino
- Adéla de La Tour-Maubourg (narozena 22. září 1783); 19. září 1801 se provdala za Françoise de Baigneux de Courcival
- Rudolf de La Tour-Maubourg (8. října 1787 – 27. května 1871), vikomt de La Tour-Maubourg, pair Francie
- Marie Stéphanie de La Tour-Maubourg(30. září 1790 – 21. února 1868); v roce 1810 se provdala za Antoina, hraběte Andréossy (6. března 1761 – 10. září 1828)
- Eleonora de La Tour-Maubourg
- Armand Charles de La Tour-Maubourg (22. července 1801 – 18. dubna 1845); vikomt de La Tour-Maubourg, pair Francie; oženil se s Olívií Daru

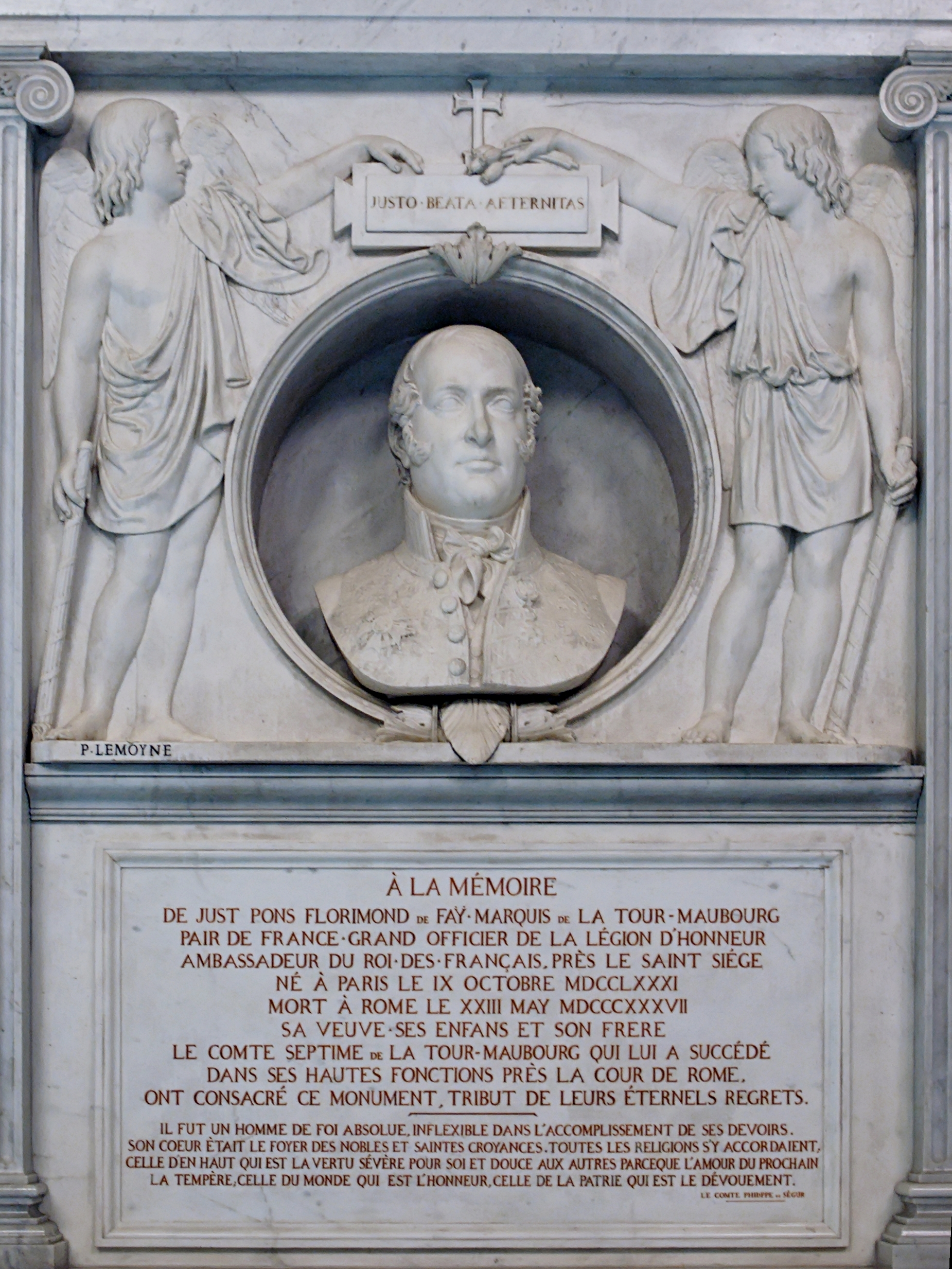
Just Florimond

Jeho syn Just Pons Florimond de Fay de La Tour-Maubourg (1781–1837) byl za císařství revizor Conseil d'État a francouzským velvyslancem v Drážďanech, Konstantinopoli a Římě. Od března 1809 do roku 1811 byl Chargé d’affaires v Konstantinopoli, po uzavření míru mezi Anglií a Tureckem byl však odvolán. V roce 1830 byl jmenován důstojníkem čestné legie. V roce 1831 v konzistoři, která zvolila papeže Řehoře XVI., měl markýz tu čest informovat shromážděné kardinály, že se Ludvík Filip zříká svého práva veta s jistotou, že pouze moudrý a ctnostný pontifex může být zvolen tak moudrým a ctnostným shromážděním.
Syn Rudolf (1787–1871) byl důstojníkem v císařských taženích, hlavním generálem a důstojníkem čestné legie.
Nejmladší syn Armand (1801–1845), bakalář práv, byl vedoucím žadatelů státní rady. Za červencové monarchie byl velvyslancem v Neapoli a Španělsku, pak v Římě, kam nastoupil po starším bratrovi. Byl velitelem čestné legie. Metropolitní muzeum v New Yorku získalo portrét jeho manželky od, který namaloval Théodore Chassériau.

### Vnoučata
Součástí další generace potomků Charlese Césara je César Florimond de la Tour Maubourg (1820–1886), syn Justa Florimonda a Caroline de La Perron de Saint Martino (sestry Ettora Perrona di San Martino). César Florimond byl důstojníkem třetího pluku Chasseurs-à-Cheval, správcem nejvyšší centrální železnice a za druhého císařství komořím Napoleona III. a kapitánem císařských lovců.

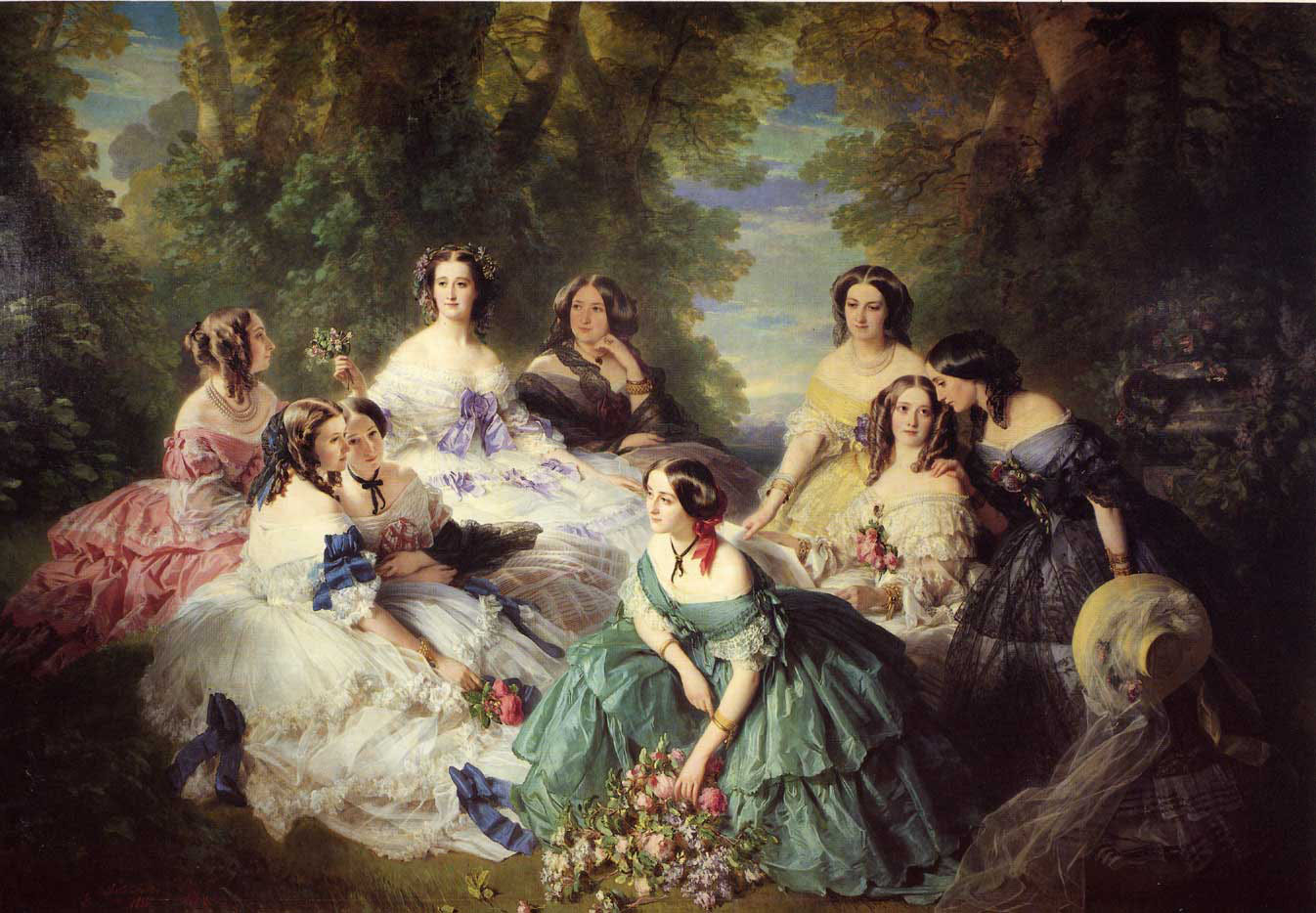
Madame la Tour Maubourg, dvorní dáma císařovny Evženie

V roce 1849 se oženil s Annou Mortier z Trévise (1824–1900), vnučkou maršála Mortiera, vévody z Trévise, a dvorní dámou císařovny Evženie, která je vyobrazena úplně vpravo na obraze Franze Xavere Winterhaltera. Jejich syn byl zabit prusko-francouzské válce a jejich dcera zemřela krátce po své svatbě bezdětná. Manželé opustili zámek Frouard. Po smrti manžela se markýza stáhla na svá různá sídla Maubourg, v Paříži, Cannes a Glareins. Poslední členové rodiny Faÿ de la Tour-Maubourg jsou pohřbeni v mauzoleu v Saint-Maurice-de-Lignon, postaveného podle plánů lyonského architekta Carry.